# エフゲニー・ポリワーノフ

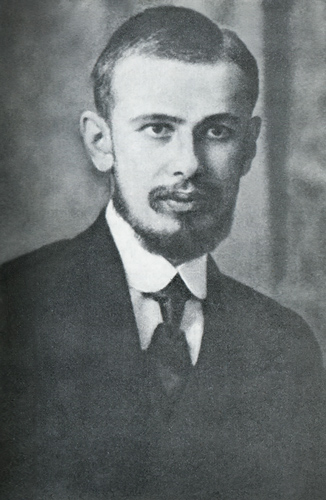
イェフゲニー・ポリヴァーノフ

イェフゲニー・ドミトリエヴィッチ・ポリヴァーノフ（Евге́ний Дми́триевич Полива́нов、Yevgeny Dmitrievich Polivanov、1891年3月12日 - 1938年1月25日）は、ロシアの言語学者。

## 略歴
スモレンスクに生まれる。日本語、朝鮮語、アルタイ諸語、音声学、一般言語学などの広い分野で業績を挙げた。特に日本語のアクセント史に関する先駆的研究を基に、日本語がオーストロネシア諸語とアルタイ系言語との混合言語であるという説を初めて提唱した。1938年、ニコライ・マルの学説（スターリン体制における公式言語学説）を批判したために逮捕されて処刑された。

## 年譜
- 1891年 スモレンスクに生まれる。

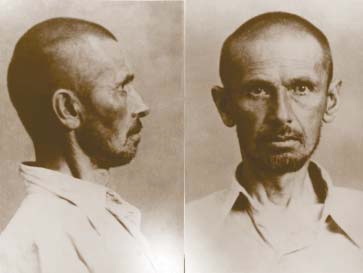
ポリヴァーノフのマグショット

- 1908年 ペテルブルク大学に入学。ヤン・ボードゥアン・ド・クルトネに師事。
- 1914年 - 1916年 ペテルブルク大学非常勤講師。学術調査のため来日。
- 1918年 外務人民委員部の東洋部局員。
- 1919年 共産党に入党。ペテルブルク大学教授。
- 1921年 ペテルブルク大学を辞職。コミンテルン極東部副部長（1926年代末まで人民委員として共産党の東方政策に関与）。
- 1921年 - 1926年 タシケント大学教授。
- 1926年 - 1929年 モスクワの社会科学院の言語局局長。
- 1929年 言語学者ニコライ・マルの「新言語学」に反対する報告をアカデミーに提出。中東に左遷。
- 1929年 - 1931年 サマルカンド大学。
- 1931年 論文集『マルクス主義的言語学のために』を出版。再びマルの学説を痛烈に批判。
- 1931年 - 1934年 タシケント大学。
- 1934年 - 1937年 フルンゼ大学。
- 1937年 「日本のスパイ」の容疑で逮捕・投獄。
- 1938年 1月25日 モスクワ近郊で銃殺刑に処される。
- 1963年 名誉回復。

年譜を見て分かるように、スターリン時代の共産党支配下の政治に自ら積極的に関わったために、言語学者としては波乱に満ちた生涯を送った人物である。

## 学説
ロシア出身の言語学者、ニコラス・ポッペの回想録によれば、ポリワーノフの講義は非常に優れたものだったが、その風体は「スラム街から来た浮浪者」のようだったとのことである。アルコール中毒者、麻薬常習者であり、泥酔して女子学生の部屋に侵入するなど不祥事が絶えなかった。片腕がなかったが、泥酔して市電のプラットホームに倒れた時に電車に轢かれたためである。
しかし、彼は紛れも無く、日本語・アルタイ比較言語学・トルコ語に関する研究で第一級の業績を挙げた優れた言語学者であった。また、スターリン体制下の共産党が公認していた奇矯な言語学説を、公の場で痛烈に批判したことは、非常な勇気を要することであった。アルタイ比較言語学の分野においては、モンゴル語、ツングース諸語と同じく、トルコ（テュルク）語にも長母音が存在した事を証明したが、アルタイ祖語の再構については懐疑的だった。日本語研究に関する主要な業績は、アクセント史の再構、方言区分論、琉球語音韻の歴史言語学的考察に関するものである。
1917年から1924年にかけての一連の論文において、西日本、特に土佐方言及び京都方言のアクセントが古形を保存していることを明らかにした。比較言語学の手法を取り入れたアクセントの本格的な研究は、日本では1930年代前半に服部四郎によって先鞭が付けられ、金田一春彦らによって推進されたが、ポリワーノフの研究はそれらに大きく先行するものだった。更にポリワーノフは、アクセントが日本語系統問題を解明する決定的な手掛かりを提供すると主張した。
例えば、「朝」のアクセントは京都方言では a_(低)sa^(高低) という形をしているが、後半の特徴的なピッチの下降は、朝鮮語の「朝」 achΛm との比較から語末鼻音 m の痕跡と解釈される事、また「朝顔」(asagawo)のような合成語に見られる連濁現象( k からg への有声音化）も　asam+kawo > asaNkawo > asagawo のような過程から生じた語末鼻音の痕跡であるとし、日本語の古形が子音終わりを許すものであったと主張した。
更に彼は、日本語のピッチアクセントを、アルタイ系言語における位置固定のストレスアクセントとは根本的に異なるものと考え、その起源をフィリピン諸語に求めた。また、日本語の「真っ黒」（makkuro < ma+ku+kuro） は、接頭辞 ma を伴う形容詞 kuro の不完全重複形で、同一の形式がフィリピンやメラネシア諸語にも見られる事を指摘し、日本語は起源的に「オーストロネシア要素と大陸的なアルタイ的諸言語との混合物（アマルガム）」であると主張した。
これらの主張の当否はともかくとして、ポリワーノフの手法が、鋭利な観察と大胆な推論に基づいたものであった。ポリワーノフの業績は1960年代後半に村山七郎によって再評価され、日本語混合起源説は、ポリワーノフの没年に誕生したオーストロネシア比較言語学に基づく新しい知見の下に復活した。

## 関連人物
- ヤン・ボードゥアン・ド・クルトネ
- ニコラス・ポッペ
- ニコライ・マル
- ヨシフ・スターリン
- 村山七郎
- 服部四郎
- 金田一春彦